# Матіяш Дзвінка Валентинівна
Дзвінка (Дзвенислава) Валентинівна Матіяш (нар. 16 листопада 1978, Київ) — українська письменниця та перекладачка.

## Життєпис
Має молодшу сестру Богдану Матіяш (поетесу, перекладачку) та старшу сестру Софію (Раду) Матіяш, черницю монастиря сестер студиток у Львові, яка також перекладає.
1985—1995 — навчалася в спеціалізованій загальноосвітній школі № 129 з поглибленим вивченням англійської мови м. Києва
1995—2002 — навчалася в Національному університеті «Києво-Могилянська академія».
2002—2006 — навчалася в аспірантурі у Європейському колегіумі польських та українських університетів (Люблін, Польща).

## Літературна діяльність
Матіяш відома як авторка романів «Реквієм для листопаду» та «Роман про батьківщину».
Перекладає з польської та білоруської (зокрема, відома як перекладачка поезії о. Яна Твардовського).
Її казки увійшли до книжки «Зросла собі квітка», присвяченої пам'яті Романа Єненка.
Її письмо продовжує монологічну традицію наративу, що тягнеться в українській літературі від Іздрика і Прохаська, тільки у неї воно ще густіше й більш насичене — можливо, це наступний крок в розвитку жанру, і вже безперечно їй належить звання однієї з найкращих українських стилістів. Її письму притаманний католицький містицизм, аскетична чутливість, а її внутрішні монологи раз-по-раз набувають рис молитовної піднесеності.

### Авторка книжок
- «Реквієм для листопаду» (Київ: Факт, 2005).
- «Роман про батьківщину» (Київ: Факт, 2006).
- «Казки П'ятинки» (Київ: Грані-Т, 2010).
- «Історії про троянди, дощ і сіль» (Київ: Темпора, 2012) — книжка увійшла до п'ятірки фіналу конкурсу «Книга року ВВС — 2012».
- «День Сніговика» (Брустурів: Discursus, 2014).
- «Марта з вулиці Святого Миколая» (Львів: Видавництво Старого Лева, 2015).
- «Перше Різдво» (Львів: Видавництво Старого Лева, 2016).
- «Дорога святого Якова» (Львів: Видавництво Старого Лева, 2017).
- «Подарунок від святого Миколая» (Львів: Видавництво Старого Лева, 2018).
- «Мене звати Варвара» (Львів: Видавництво Старого Лева, 2021).
- «27 днів до Різдва» (Харків, Видавництво Vivat, 2023).

### Упорядниця
- антології української та білоруської поезії «Зв'язокрозрив/Сувязьразрыў. Антологія сучасної української та білоруської поезії» (Київ: Критика, 2006) разом із Остапом Сливинським і Андреєм Хадановичем
- книжки «Зросла собі квітка» (Київ: Грані-Т, 2009)

### Переклади окремими книжками
- Андрей Хадановіч. Листи з-під ковдри (Київ: Факт, 2002)
- Леонід Плющ. У карнавалі історії. Свідчення (Київ: Факт, 2002)
- Ян Твардовський. Гербарій (Київ: Грані-Т, 2008)
- Ян Твардовський. Ще одна молитва (Київ: Грані-Т, 2009)
- Збіґнєв Подґужец. Розмови з Єжи Новосєльським про мистецтво (Київ: Темпора, 2011)
- Вітольд Шабловський. Убивця з міста абрикосів (Київ: Темпора, 2012)
- Ришард Капусцінський. Імперія (Київ: Темпора, 2012)
- Дорота Тераковська. Мишка (Київ: Грані-Т, 2013)
- Дорота Тераковська. Дочка чарівниць (Львів: Видавництво Старого Лева, 2016).

## Нагороди
- Почесна відзнака «Заслужений для польської культури» (2014)
- Нагорода Союзу Українок Америки та Фундації Лесі та Петра Ковалевих за книжку «Історії про троянди, дощ і сіль» (2013).